# Сикхизм в Италии

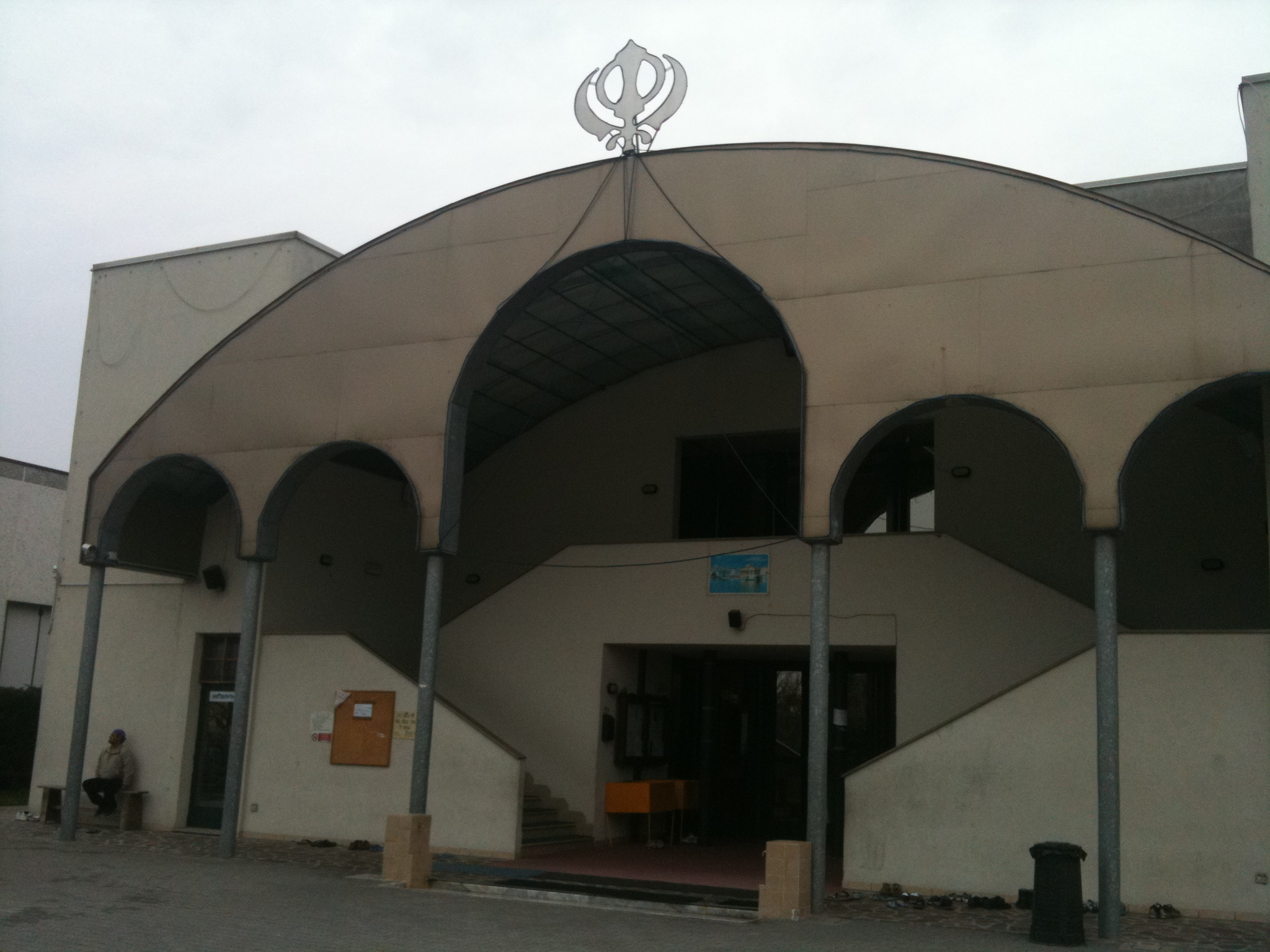
Гурдвара Сингх Сабха в Новелларе (провинция Реджо-Эмилия)

Cикхи — религиозное меньшинство в Италии, которая занимает второе место по численности сикхского населения в Европе после Великобритании. Оценки различаются; согласно NRIinternet.com, это от 60 000 до 70 000 (около 0,12% всего населения Италии). В Виченце насчитывается 3000 сикхов. Согласно исследованию, проведённому Corriere della Sera, общее число составляет 150 000 человек, в то время как некоторые учёные склонны сокращать его вдвое; фонд ISMU, основываясь на данных Итальянского национального статистического института и данных ORIM (Региональная обсерватория по интеграции и многонациональности), даёт гораздо более низкую цифру — около 17 000 человек в 2016 году (относится к лицам, не получившим итальянского гражданства).
По всей стране насчитывается около 22 гурдвар, самая старая из которых находится в Реджо-Эмилии на севере Италии, где многие члены общины заняты сельскохозяйственными работами.

## Гурдвары
- Общество Шри Гуру Харгобинд Сахиб Сева
- Гурдвара Сингх Сабха
- Шри Гурдвара Сингх Сабха